# Rudolf Elmer

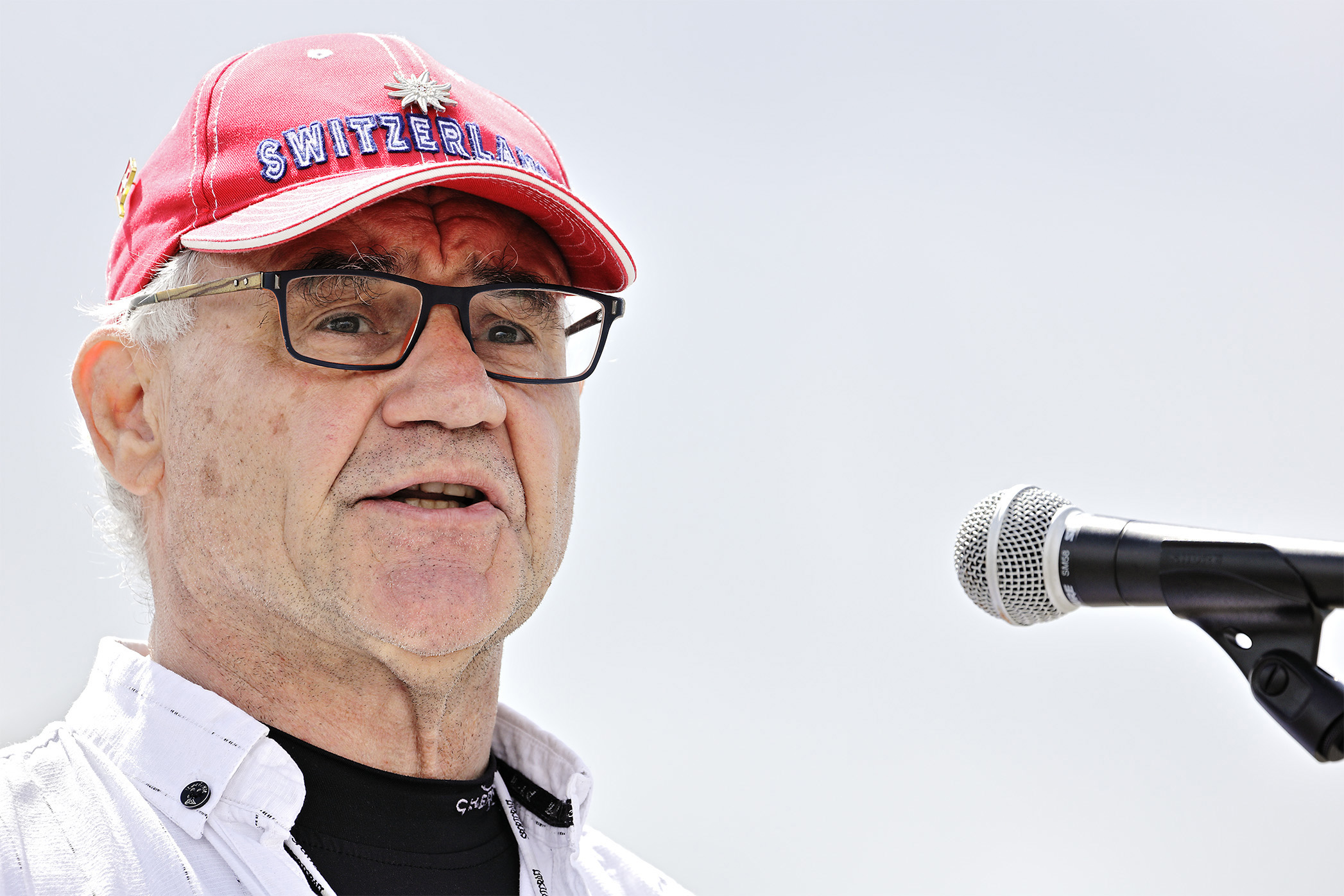
Rudolf Elmer (2021)

Rudolf Matthias Elmer (* 1. November 1955) ist ein Schweizer Wirtschaftsprüfer und früherer Manager der Bank Julius Bär, für die er fast zwei Jahrzehnte arbeitete. Von September 1994 bis zu seiner Entlassung im Dezember 2002 arbeitete er bei der Julius Baer Bank & Trust Company auf den Cayman Islands, zuletzt als operativer Geschäftsführer. Bekannt wurde er als Whistleblower sowie als Informant von WikiLeaks.
Im Januar 2011 verurteilte ihn das Bezirksgericht Zürich in erster Instanz wegen mehrfacher versuchter Nötigung, Drohung und Verletzung des Schweizer Bankgeheimnisses. Gegen das Urteil legten Elmer sowie die Staatsanwaltschaft Berufung ein. Kurz darauf wurde er aufgrund des Verdachts einer erneuten Verletzung des Bankgeheimnisses festgenommen. In zweiter Instanz im November 2011 fällte das Gericht kein Urteil, es schickte die Anklageschrift zurück an die Staatsanwaltschaft. Diese musste die Untersuchung überarbeiten und allenfalls ergänzen.
Bei den Zürcher Kantonsratswahlen 2015 trat er für die Alternative Liste im Bezirk Bülach an, wurde aber nicht gewählt.

## Entlassung und erste Aktivitäten
Nachdem US-Steuerbehörden über Geschäftspraktiken informiert und nach Angaben der Bank interne Daten entwendet worden waren, musste jeder Mitarbeiter einen Lügendetektor-Test absolvieren. Elmer war nach seinen Angaben zu diesem Zeitpunkt krank. Nachdem er den Test nicht bestanden hatte, wurde er entlassen und befand sich – so Elmer – noch im Besitz von Sicherungskopien. Nach Angaben der Bank handelte es sich um «mit krimineller Absicht begangenen Datendiebstahl».
Nach seiner Kündigung übersandte er einige Dokumente über Kunden an verschiedene Medien, woraufhin die Bank – so seine Darstellung – Detektive auf ihn und seine Familie ansetzte. 2005 schickte Elmer der Schweizer Wirtschaftszeitung Cash eine CD mit 169 Megabyte Kundendaten und wurde kurz darauf in Zürich verhaftet. Aufgrund des Verdachts der Verletzung des Schweizer Bankgeheimnisses sass er 30 Tage in Untersuchungshaft. Später eröffnete er eine Website für Whistleblower.
Von 2003 bis 2005 arbeitete Elmer für die Noble Group of China bei der Gruppengesellschaft Noble Investments SA in Zürich. Elmer zog nach seiner Untersuchungshaft vorübergehend nach Mauritius, wo er 2006 bis 2008 für die südafrikanische Standard Bank auf der Insel Mauritius tätig war. Seit Januar 2010 lebt er im Kanton Zürich. Die Zeitschrift International Tax Review listete ihn 2011 und 2012 unter den 50 Personen und Organisationen, die den stärksten Einfluss auf das internationale Steuergeschehen hatten.

## Veröffentlichungen über WikiLeaks
Anfang 2008 veröffentlichte Elmer bankinterne Dokumente mit Kundendaten und weiteren Interna über die Whistleblower-Internetplattform WikiLeaks. Mit diesen warf er der Bank vor, dass sie Steuerhinterziehung, -umgehung und systematische Beihilfe dazu leiste. Laut diesen Vorwürfen soll die Julius Bär Holding mit ihrem Firmen- und Anlagegerüst über Offshore-Konstruktionen für sich selbst und ihre Kunden Millionensummen an den Schweizer Steuerbehörden vorbeischleusen. Die Bank Julius Bär weist in einer Stellungnahme darauf hin, dass die Geschäftsaktivitäten auf den Cayman Islands und anderen Standorten allen geltenden Regeln und Gesetzen entsprachen und entsprechen.
Die Bank ging juristisch gegen WikiLeaks vor, sodass ein Richter in Kalifornien am 18. Februar 2008 verfügte, die Website zu sperren. Später hob der Richter die Verfügung wieder auf, da WikiLeaks über Ausweichportale in anderen Ländern weiterhin erreichbar war. Die Bank zog daraufhin im März 2008 ihre Klage zurück und teilte mit, dass sie nicht das ganze Portal habe schliessen lassen wollen, sondern lediglich den Richter bat, entsprechende Dokumente auf WikiLeaks zu entfernen. Bei den Dokumenten handele es sich laut der Bank um gestohlene sowie gefälschte Dokumente, wobei die echten Papiere so ausgewählt seien, dass sie die Bank gezielt in ein schlechtes Licht rücken würden.
Am 17. Januar 2011 hielt Elmer zusammen mit Julian Assange von WikiLeaks eine Pressekonferenz im Londoner Frontline Club ab, um diesem vor den Augen von Reportern zwei Datenträger zu überreichen. Die Datensätze sollen Informationen über 2000 Konteninhaber enthalten und von drei Finanzinstitutionen stammen, unter anderem von der Bank Julius Bär. Assange sagte, die Daten würden geprüft und dann vollständig veröffentlicht. Einen Monat später gab Elmer vor Gericht an, dass die Datenträger leer gewesen seien und somit keine Bankkundendaten enthalten hätten. Im Juli 2011 bestätigten dies  zwei Elmer nahestehende Personen, die an der Pressekonferenz in London teilgenommen hatten. Eine von ihnen gab an, die Information direkt von Assange erhalten zu haben.
Für 2016 erschien ein Film über Elmers Geschichte mit dem Titel A Leak in Paradise.

## Gerichtsverfahren (1. Instanz) und Verhaftung vom 19. Januar 2011
Am 19. Januar 2011 musste sich Elmer vor dem Bezirksgericht Zürich wegen Verletzung des Bank- und Geschäftsgeheimnisses sowie als Hauptanklagepunkt Nötigung verantworten. Elmer soll mehrfach Angestellte der Bank «durch Gewalt und Androhung ernstlicher Nachteile» geschädigt sowie eine Bombendrohung gegen das Hauptgebäude der Bank ausgesprochen haben. Ausserdem soll er 2004 versucht haben, die Bank um 50'000 US-Dollar erpressen zu wollen, die aber nicht auf sein Angebot einging. Die Publikationen auf WikiLeaks waren nicht Teil der Anklage.
Nach Angaben von Nachrichtenagenturen hat Elmer vor Gericht eingeräumt, er habe einige Bankangestellte in seinen Schreiben bedroht. Dies, nachdem die Bank ihn entlassen und danach versucht habe, ihn einzuschüchtern. Er wird zitiert: «Ich war in einer extremen Lage.» «Es ist logisch, dass ich eine Abwehrstrategie entwickelte.» Er bestritt demnach aber, eine Bombendrohung gegen die Bank ausgesprochen zu haben. Allerdings habe er damit gedroht, Informationen über Kunden in Steuerparadiesen an Behörden in der Schweiz, Grossbritannien und in den USA zu verraten. Die Staatsanwaltschaft forderte eine Haft von acht Monaten ohne Bewährung sowie eine Geldbusse von rund 2000 Schweizer Franken.
Elmer wurde wegen mehrfacher versuchter Nötigung, Drohung und Verletzung des Bankgeheimnisses vom Gericht zu einer Geldstrafe von 7200 Franken (ca. 5600 Euro) auf Bewährung mit Probezeit von zwei Jahren verurteilt. Er muss zudem zu drei Vierteln die Gerichtskosten in Höhe von 5000 Franken (ca. 3900 Euro) tragen. Elmer sowie die Staatsanwaltschaft legten Berufung gegen das Urteil ein.
Nach Ansicht des Gerichts war die Todesdrohung gegen einen Angestellten der Bank Julius Bär das schlimmste Delikt, das Elmer begangen hatte. Freigesprochen wurde er im Fall der Bombendrohung gegen die Bankfiliale, da die Anklage dafür keine überzeugenden Beweise vorlegen konnte.  Für den Richter war klar, dass Elmer nicht aus ethischen Bedenken zum Whistleblower geworden und gegen seinen Arbeitgeber vorgegangen war, sondern aus persönlichen Rachegefühlen: «Sie, Herr Elmer, waren jahrelang Bestandteil der Bankenwelt und haben davon profitiert.» Elmer habe so gehandelt, weil er nicht befördert worden sei und mit seinen Vorgesetzten Unstimmigkeiten gehabt habe. Elmer soll zudem angekündigt haben, Daten an Neonazigruppen und «andere Organisationen, die den Kapitalismus bekämpfen» weiterzugeben.
Noch am Tag seiner Verurteilung wurde Elmer wegen des Verdachts der erneuten Verletzung des Schweizer Bankgeheimnisses festgenommen. Elmer hatte zwei Tage zuvor zwei Datenträger mit Daten von mutmasslichen Bankkunden an Julian Assange von WikiLeaks zur Veröffentlichung übergeben sowie 2008 eine Datensammlung, die auf WikiLeaks publiziert wurde. Die Zürcher Staatsanwaltschaft beantragte Untersuchungshaft. Am 22. Januar 2011 wurde Elmer in Untersuchungshaft genommen mit der Begründung, dass dringender Tatverdacht und Verdunkelungsgefahr bestehe. Elmer legte beim Obergericht des Kantons Zürich Beschwerde gegen die Untersuchungshaft ein. Elmer gab am 16. Februar 2011 vor Gericht an, dass die Datenträger leer gewesen seien und somit keine Bankkundendaten enthielten. Das Gericht befand Elmers Darstellung als «vollkommen unglaubhaft» und wies die Beschwerde wegen Verdunkelungsgefahr ab. Im Juli 2011 wurde die Untersuchungshaft bis Oktober 2011 verlängert. Am 25. Juli 2011 wurde Elmer aus der Untersuchungshaft entlassen.

## Gerichtsverfahren (2. Instanz) vom 17. November 2011
Am 17. November 2011 fand die Berufungsverhandlung am Obergericht des Kantons Zürich statt. Das Gericht fällte kein Urteil, es schickte die Anklageschrift zurück an die Staatsanwaltschaft. Diese muss die Untersuchung überarbeiten und allenfalls ergänzen. Als Begründung gab das Gericht an, dass ausser Elmer und der Bank Bär niemand wisse, worin diese Daten eigentlich konkret bestünden. Solange unklar sei, was für Daten dies seien, könne man kein Urteil fällen. Das Urteil hänge davon ab, ob die Daten aus der Schweiz von Schweizer Kunden seien oder solche von den Cayman Islands, wo das Schweizer Bankgeheimnis nicht angewendet werden könne. Somit sei die Bank Bär aufgefordert, den genauen Inhalt der CDs zu erläutern, was sie bisher nicht tat. Falls die Bank dies weiterhin nicht tue, gehe das Gericht davon aus, dass es sich um «Cayman-Daten» handle und Elmer im Anklagepunkt der Bankgeheimnisverletzung freigesprochen würde. Falls Elmer einzig das Bankgeheimnis der Cayman Islands gebrochen habe, sei dies dort strafbar, aber nicht per se in der Schweiz.
Weiterhin befand das Gericht, dass es bei einer «äusserst massiven Drohung» gegen einen Mitarbeiter des Rechtsdiensts der Bank Bär nicht ausreichend nachgewiesen sei, dass Elmer Urheber der Drohung ist. In der E-Mail aus Mauritius drohte der Absender dem Mitarbeiter, er sei ein Killer und auf ihn angesetzt. Es genügt aber nicht, dass Elmer damals auf Mauritius gelebt und gearbeitet habe. Es muss geklärt werden, woher die Drohmails kamen und wer sie abschickte. Es liegt an der Staatsanwaltschaft, die nötigen Beweise zu beschaffen.
Elmer zog seine frühere Anzeige gegen die Bank Bär zurück. Er warf darin der Bank vor, ihn mit Privatdetektiven observiert zu haben. Ob die Bank Bär Elmer für den Rückzug der Anzeige Geld gegeben habe, wollte Elmer sowie die Bank Bär am Prozess nicht bekanntgeben.
Im Mai 2012 entschied das Zürcher Obergericht in einem Zwischenentscheid, dass drei CDs, die Elmer einst den Steuerbehörden beziehungsweise der Wirtschaftszeitung «Cash» zugestellt haben soll, von der Staatsanwaltschaft entsiegelt und ausgewertet werden dürfen. Das Gericht wertete das Interesse an der Wahrheitsfindung höher als das Geheimhaltungsinteresse der betroffenen Bank Julius Bär. Die Bank Bär verzichte auf die Möglichkeit, Rekurs gegen diese Entscheidung einzulegen.

## Gerichtsverfahren (2. Instanz) vom 23. und 24. Juni 2016
Für den 23. und 24. Juni 2016 ist vor dem Obergericht des Kantons Zürich die Berufungsverhandlung gegen den Entscheid der 9. Abteilung des  Bezirksgerichts von 2011 angesetzt.
Rudolf Elmer wurde am 23. August 2016 freigesprochen. Eine Verletzung des Bankgeheimnisses habe nicht vorgelegen, da Elmer zum fraglichen Zeitpunkt nicht Angestellter einer Schweizer Bank gewesen war. Da er jedoch seine vertraglichen Pflichten bei der Entsendung auf die Cayman-Inselns verletzt hatte, wurde ihm der Grossteil der Gerichtskosten auferlegt und damit wurde schweizerisches Recht auf die Cayman Islands angewendet. Nach angelsächsischem Recht, welches einen starken Whistleblowerschutz kennt, hätte eigentlich ein Gericht in den Caymans und letztlich in England beurteilen müssen, ob Rudolf Elmer die vertraglichen Pflichten verletzt hat oder Whistleblower-Schutz angepasst gewesen wäre. In der Urteilsbegründung bezeichnete ihn der Gerichtsvorsitzende des Obergerichts als „gewöhnlichen Kriminellen“.
Die Staatsanwaltschaft und Rudolf Elmer haben am Bundesgericht im Oktober 2016 Beschwerde eingereicht.

## Gerichtsverfahren Schweizerisches Bundesgericht 10. Oktober 2018
Das Bundesgericht hat die zentrale Frage im Justizstreit um den früheren Bankangestellten entschieden: Rudolf Elmer hat nicht gegen das Schweizer Bankgeheimnis verstoßen. Die Lausanner Richter folgten nach öffentlicher Verhandlung mit 3 zu 2 Stimmen dem Urteil des Zürcher Obergerichts, gegen das die Oberstaatsanwaltschaft des Kantons Zürich Beschwerde eingereicht hatte.
Als Begründung des Freispruchs gab das Bundesgericht an, dass Elmer im Zeitraum seiner Indiskretionen gar nicht bei einer Schweizer Bank angestellt oder von ihr beauftragt worden wäre, sondern beim rechtlich selbständigen Ableger der Bär-Gruppe auf den Cayman-Inseln tätig gewesen sei. Das Schweizer Bankgeheimnis galt in diesem Fall zwar grundsätzlich für Angestellte, Beauftragte, Liquidatoren und Organe der Schweizer Banken, aber nicht für Angestellte ausländischer Gesellschaften oder ausländischer Filialen von Schweizer Konzernen.
Es gibt heute noch kein rechtskräftiges Urteil im Fall von Rudolf Elmer, da das Schweizer Bundesgericht das Urteil des Zürcher Obergerichts vollumfänglich aufgehoben hatte und verlangte gemäss Entscheid vom 10. Oktober 2018, dass das Urteil durch das Zürcher Obergericht neu abgefasst werde. 

## Kontroversen
Die Schweizer Zeitung Der Sonntag schrieb in einem Artikel im Dezember 2010, dass Elmer zugab, mehrere Bankmitarbeiter mit dem Tode bedroht zu haben. Elmer sagte: «Ich habe sicher Fehler gemacht. Ich hatte meine Emotionen leider nicht im Griff». Die Zeitung schrieb, dass Elmer mehrere Dokumente fälschte, was seine Glaubwürdigkeit als Whistleblower beschädigen würde. Auch wurden Namen und Adressen von falschen Personen als angebliche Steuersünder auf WikiLeaks veröffentlicht. WikiLeaks musste sich in mindestens einem Fall beim Betroffenen entschuldigen. Auf seinem Computer wurde ein Schreiben an die rechtsextreme Partei NPD in Deutschland gefunden, in dem Elmer der Partei Kundendaten anbot. Nach eigenen Aussagen wurde das Schreiben nie abgeschickt.  Hingegen gerichtlich nachgewiesene Tatsache ist, dass Elmer wegen Drohung und Urkundenfälschung vom Bundesgericht am 10. Oktober 2018 verurteilt wurde. Der „Merkel Brief“ wurde gemäss Elmer als Versuchsballon produziert, um zu testen, ob WikiLeaks alle erhaltenen Informationen ohne Zensur publiziert. Die Publikation des Merkel-Briefs war für Elmer der Startschuss, um weitere Daten hochzuladen. Alle anderen Vorwürfe bzw. nicht zur Anklage gebrachten Beschuldigungen bestritt Elmer.
Nach seinen Angaben gab er die Daten an mehrere Medien und die Eidgenössische Steuerverwaltung weiter, nachdem er sich mit der Bank zerstritten hatte und entlassen worden war. Auch gab Elmer an, dass die Daten von Steuerfahndern in Deutschland, USA, Grossbritannien, Frankreich und Griechenland verwendet würden. Auch in der Schweiz kam es zu Ermittlungen.
Nach Recherchen des Schweizer Wirtschaftsmagazins Bilanz im Januar 2011 soll Elmer auch vertrauliche Daten eines weiteren Arbeitgebers an Behörden weitergegeben haben. Nach seiner Entlassung bei der Bank Julius Bär 2003 war Elmer mehrere Jahre als Operations Officer bei der Zürcher Hedgefonds-Beratungsgesellschaft Noble Investments angestellt und hat den Zürcher Strafverfolgungsbehörden Daten weitergegeben. Darunter befanden sich steuerrechtliche Vermerke, vertrauliche Korrespondenzen, Anwaltpost sowie interne Prüfberichte. Die Datensammlung umfasste circa 10 Megabyte über komplexe Steuerregelungen und Offshore-Strukturierungen. Davon soll auch der Prüfungskonzern Ernst & Young und die Anwaltskanzlei Niederer, Kraft & Frey  betroffen sein. Die betroffenen Unternehmen hatten Kenntnisse vom Datenleck, aber es kam gemäss Elmer zu keinen Strafverfahren gegen ihn. Das Strafverfahren gegen Noble Investments wurde später von den Zürcher Behörden eingestellt.
Der Journalist Ralph Pöhner schrieb in Zeit Online, dass der Fall Rudolf Elmer sehr typisch sei, er stehe «beispielhaft für die vielschichtigen Motive, die einen Angestellten zum Whistleblower machen. Persönliche Unzufriedenheit, Wut, ein eskalierender Streit, manchmal auch Geldgier verbindet sich mit der Einsicht, dass etwas nicht in Ordnung ist in der eigenen Firma.»
Der Journalist Constantin Seibt schrieb im Tages-Anzeiger: «Rudolf Elmer ist der Modellfall eines Whistleblowers. Gerade weil er kein Engel ist. Fast alle Whistleblower sind schwierige Fälle. Sie verraten Missstände ihrer Firmen nicht nur aus Gerechtigkeitsempfinden, sondern auch aus anderen Motiven, etwa verletzter Eitelkeit. Und verstricken sich dann. Je mehr ihr eigener Fall zu ihrem Leben wird, desto zerstörerischer wird ihr Kampf: Entlassung, jahrelange Gerichtsfälle, Scheidungen, finanzieller Ruin – die Auswirkungen des Whistleblowings gleichen mehr Folgen eines schweren Verbrechens als einer guten Tat.»
Der Journalist Carlos Hanimann schrieb in der WOZ Die Wochenzeitung: «Die Geschichte von Rudolf Elmer ist die eines Whistleblowers, eines Mannes, der – aus welchen Motiven auch immer – Alarm geschlagen hat, sich mit seinen Kenntnissen an die Öffentlichkeit wandte und dafür die geballte Kraft des Finanzplatzes und seiner Gehilfen zu spüren bekam. Über Elmer wurde viel geschrieben, oft über seine Beweggründe, seine Fehler, seine Psyche – vor allem in der Schweiz. Nur die wenigsten setzten sich hierzulande (im Gegensatz zu ausländischen Medien) mit den Fakten auseinander, die Elmer ans Licht brachte: etwa den Steuerhinterziehungspraktiken der Bank Bär, den Verwicklungen des damaligen Anwalts und heutigen Tamedia-Präsidenten Pietro Supino, den Methoden, mit welchen die Bank Bär Elmer unter Druck setzte. Der Finanzjournalist Gian Trepp, der Elmer seit 2005 kennt und in der WOZ mehrfach über ihn berichtet hat, sagt: ‹Der Fall Elmer ist die Geschichte eines kleinen Mannes, der gegen die Bahnhofstrasse aufgestanden ist. Und jetzt soll ein Exempel an ihm statuiert werden.›»
Jack Blum, ein US-amerikanischer Anwalt und offener Kritiker von Steueroasen und zu einem unbekannten Zeitpunkt auch Elmers Anwalt, sagte der britischen Zeitung The Guardian im Februar 2009: «Was Elmer tut, ist äusserst wertvoll bei der Aufklärung der Menschen über die Notwendigkeit einer grundlegenden Reform. Dies hier ist ein System, das dazu dient, einer gewissen Klasse von Menschen zu ermöglichen, ihrer gesellschaftlichen Pflicht aus dem Weg zu gehen, ihrer Pflicht, Steuern zu zahlen.»
Im Januar 2011 schrieben die Journalisten Yvonne Kunz und Christof Moser in der WOZ Die Wochenzeitung, dass sich die Bank Bär bezüglich des Bankgeheimnisses widersprüchlich verhalte. Bei einem Rekurs, der die Bank Bär 2006 gegen die Herausgabe der CD-Rom mit Kundendaten an die Schweizer Steuerbehörden einlegte, begründete dies die Bank damit, dass mit der Herausgabe Cayman-Recht verletzt werde. Die Staatsanwältin, Elmers Anklägerin, argumentierte dagegen: «Am Rande sei bemerkt, dass die Rekurrentin (Bank Julius Bär) sich widersprüchlich verhält, wenn sie einerseits Anzeige wegen Bankgeheimnisverletzung erstattet, andererseits aber im Rekursverfahren geltend macht, die Akteneinsicht sei zu verweigern, weil die betreffenden Daten plötzlich dem Bankgeheimnis von Cayman unterstehen sollen.»
Im Juli 2012 hat der Schweizer Presserat eine Beschwerde von Rudolf Elmer gegen das Wochenmagazin Weltwoche teilweise gutgeheissen. Weltwoche-Journalist Alex Baur titulierte Rudolf Elmer als «Dieb» und «Erpresser» ohne ihn mit diesen schweren Vorwürfen zu konfrontieren. Die Bezeichnungen «Dieb» und «Erpresser» seien zwar im gegebenen Zusammenhang knapp zulässig, der Journalist hätte aber im Text darauf hinweisen müssen, dass das Verfahren gegen Elmer noch läuft und dieser die Vorwürfe bestreitet. Wegen demselben Vergehen wurde die Weltwoche auch 2016 vom Bezirksgericht Zürich verurteilt. In zwei weiteren Fällen verlor Weltwoche aufgrund ihrer Berichterstattung ebenfalls gegen Elmer: Im Mai 2017 wurde die Weltwoche verurteilt für die Unterstellung, dass dieser Daten an Neonazigruppen weitergegeben haben soll und im Januar 2018, da sie Elmer widerrechtlich des Datendiebstahls bezichtigt haben.
Im Juni 2017 hat das Zürcher Obergericht die Behauptung der Journalisten Alex Baur und Roger Köppel im Wochenblatt Weltwoche, «Elmer habe Bankkundendaten an Neonazi-Gruppen weitergegeben», als widerrechtliche Persönlichkeitsverletzung beurteilt.
Die Journalisten Alex Baur und Roger Köppel hatten außerdem geschrieben, dass «Elmer […] jahrelang ehemalige Kollegen und Vorgesetzte mit anonymen Morddrohungen und Beschimpfungen drangsaliert» habe. Im Mai 2016 wertete das Obergericht auch diese Aussagen als schwere Persönlichkeitsverletzungen. Das Magazin musste das Urteil veröffentlichen. Elmer gewann aber nur in Teilen.
Im März 2018 gab es die dritte Schlappe für die Weltwoche vor dem Zürcher Obergericht, denn die Journalisten Alex Baur und Roger Köppel bezeichneten Rudolf Elmer als «Datendieb». Auch diese Bezeichnung wurde vom Gericht als «widerrechtliche Persönlichkeitsverletzung» qualifiziert. Die Weltwoche musste zum dritten Mal ein Urteil in der «Causa Elmer» in der Weltwoche publizieren.

## Publikationen
- Bankenterror – Die Schweiz und die Cayman Islands als Handlanger des weltweiten Finanzterrorismus. Books on Demand: Lulu.com, Norderstedt 2010, ISBN 978-3-8391-4171-7.
- Mit Faust Kalam (Pseudonym): Tax Heavens. The Demonization of a Swiss Whistleblower. Books on Demand: Lulu.com, 2010, ISBN 978-0-557-75219-5.
- Stalking auf dem Schweizer Finanzplatz. Smashwords, 2020, ISBN 978-0-463-04966-2.

## Literarische Verarbeitung
Im Jahr 2021 erschien der Kriminalroman Die Geldwäscher von Autor Peter Beutler im Emons-Verlag. Das Buch handelt von Banker Konrad Kloter, der wie Rudolf Elmer u. a. auf den Cayman Islands arbeitet, CDs an WikiLeaks übergibt und als Whistleblower einen wesentlichen Anteil am Fall des Schweizer Bankgeheimnis hat. Der Romanstoff fand auch den Weg auf die Bühne. „Die Geldwäscher“ als Theaterstück resp. Lesung wurde 2022 uraufgeführt.